# Jebina Yasmin Islam
Jebina Yasmin Islam (nascida no século XX) é uma ativista britânica contra a violência e a discriminação. Em 2022, foi indicada pela BBC como uma das 100 mulheres mais inspiradoras do mundo.

## Ativismo
Sua irmã, Sabina Nessa, era professora da escola primária  Rushey Green de Catford, na Inglaterra, e foi assassinada num parque de Londres, em 17 de Setembro de 2021.
Desde aquele momento, Jebina Yasmin Islam iniciou seu ativismo contra a violência e a discriminação. Jebina protestou para que a lei obrigasse os acusados a comparecer aos tribunais, já que o autor confesso não assistiu à leitura da sentença. Também criticou o governo por aproveitar o assassinato para fazer auto-publicidade e por não ter ações concretas contra a violência machista. Além disso, Jebina denunciou a discriminação racial envolvida no caso, pois considera que, se a irmã fosse branca, o caso teria maior repercussão na mídia. Ela citou como exemplo o caso de Sarah Everard, assassinada seis meses antes.

## Reconhecimento
Em 2022, Jebina Yasmin Islam foi indicada pela BBC como uma das 100 mulheres mais inspiradoras do mundo.